# 724
Évszázadok: 7. század – 8. század – 9. század
Évtizedek: 670-es évek – 680-as évek – 690-es évek – 700-as évek – 710-es évek – 720-as évek – 730-as évek – 740-es évek – 750-es évek – 760-as évek – 770-es évek
Évek: 719 – 720 – 721 – 722 –  723 – 724 – 725 – 726 – 727 – 728 – 729

## Események

### Európa
- A Frank Birodalomban Ragenfrid volt majordomus fellázad Martell Károly ellen. Bár felkelése elbukik, Angers hosszadalmas ostromának elkerülése érdekében Károly kiegyezik vele és Ragenfrid megtarthatja birtokait, de fiait túszként Károly udvarába kell küldenie.
- Nechtan mac Der-Ilei pikt király unokaöccsére, VII. Drestre hagyja a trónt és kolostorba vonul.
- Pirmin frank püspök kolostort alapít a Boden-tó Reichenau szigetén.[1]

### Omajjád Kalifátus
- Januárban tüdővészben meghal II. Jazíd kalifa. Mivel fia még csak 15 éves, utódja féltestvére, Hisám.
- A nomád türgesek a Iaxartész folyónál legyőzik a muszlimok seregét (az ún. "szomjúság napja") és kiűzik őket Fergánából és Transzoxániából.

### Japán
- Gensó császárnő lemond, hogy a trónt nagykorúvá vált unokaöccse, Sómu foglalhassa el.

## Halálozások
- január 26. – II. Jazíd, omajjád kalifa
- Rotrude, Martell Károly felesége

## Fordítás
- Ez a szócikk részben vagy egészben  a(z)   724 című angol Wikipédia-szócikk ezen változatának fordításán alapul.  Az eredeti cikk szerkesztőit annak laptörténete sorolja fel. Ez a jelzés csupán a megfogalmazás eredetét és a szerzői jogokat jelzi, nem szolgál a cikkben szereplő információk forrásmegjelöléseként.